# Jacob Mayer (Baumeister)
Jacob Mayer der Ältere (* 22. Mai 1610 in Leipzig; † 15. Mai 1683 ebenda) war ein deutscher Baumeister, Kommunalpolitiker sowie Kirchen- und Schulvorsteher.
Er war der Sohn des Bürgermeisters Friedrich Mayer aus Plaußig. Er war mit Catharina Elisabeth Griebe, der Enkelin des Bürgermeisters Jacob Griebe und Urenkelin von Johannes Bugenhagen, verheiratet. Durch sie gelangten auch Cranachgemälde in Familienbesitz, die Mayer der Stadt Leipzig übereignete. 
Mayer starb als angesehener Leipziger Rat und Vorsteher der Nikolaikirche.
| Personendaten    | Personendaten                                                             |
| ---------------- | ------------------------------------------------------------------------- |
| NAME             | Mayer, Jacob                                                              |
| ALTERNATIVNAMEN  | Mayer, Jacob der Ältere                                                   |
| KURZBESCHREIBUNG | deutscher Baumeister, Kommunalpolitiker sowie Kirchen- und Schulvorsteher |
| GEBURTSDATUM     | 22. Mai 1610                                                              |
| GEBURTSORT       | Leipzig                                                                   |
| STERBEDATUM      | 15. Mai 1683                                                              |
| STERBEORT        | Leipzig                                                                   |